# Österrikiskt Travderby
Österrikiskt Travderby, även kallat Österreichisches Traber Derby, är ett travlopp för 4-åriga varmblodiga travhästar som körs på Trabrennbahn Krieau i Wien sedan 1884. Det är ett av Österrikes viktigaste travlopp. Loppet körs sedan 2014 över 2 600 meter med autostart, men har även körts över längre distanser. Den samlade prissumman är ca 60 000 euro.

## Segrare
| År   | Vinnare            | Kusk               | Tid     | Distans     |             |
| ---- | ------------------ | ------------------ | ------- | ----------- | ----------- |
| 2023 | M Eck Enroe        | Cristoph Schwarz   | 1.16,2a |             |             |
| 2022 | Charmy Charly AS   | Rudolf Haller      | 1.16,9a |             |             |
| 2021 | Heck M Eck         | Christoph Schwarz  | 1.15,0a |             |             |
| 2020 | Diamant Venus      | Wolfgang Ruth      | 1.15,6a | 2 600 meter |             |
| 2019 | Nero Maximus       | Conrad Lugauer     | 1.16,5a | 2 600 meter |             |
| 2018 | I Love You Darling | Matthias Schambeck | 1.17,4a | 2 600 meter |             |
| 2017 | Wotan Casei        | Gerhard Mayr       | 1.17,5a | 2 600 meter |             |
| 2016 | Muscle Mouse       | Christoph Fischer  | 1.17,5a | 2 600 meter |             |
| 2015 | Paradis Wood B     | Rudolf Haller      | 1.16,9a | 2 600 meter |             |
| 2014 | HP Smek            | Martin Redl        | 1.15,2a | 2 600 meter |             |
| 2013 | MS Dreamer         | Michael Schmid     | 1.16,3a | 2 600 meter | 2 300 meter |
| 2012 | Arnie's Way AD     | Michael Hönemann   | 1.16,2a | 2 600 meter | 2 300 meter |
| 2011 | Kaka               | Gerhard Biendl     | 1.16,7a | 2 600 meter | 2 300 meter |
| 2010 | Black Attack       | Josef Sparber      | 1.16,0a |             | 2 300 meter |
| 2009 | Striking Actions   | Hugo Langeweg J:r  | 1.15,2a |             | 2 300 meter |
| 2008 | Pompano Crown      | Conrad Lugauer     | 1.16,0a |             | 2 300 meter |
| 2007 | Oscar the Mo       | Gerhard Mayr       | 1.17,4a |             | 2 300 meter |
| 2006 | La Traviata        | Conrad Lugauer     | 1.16,8a |             | 2 300 meter |
| 2005 | Arnie's Mind       | Dieter Marz        | 1.16,1a |             | 2 300 meter |
| 2004 | Non Plus Ultra     | Josef Franz J:r    | 1.17,1a |             | 2 300 meter |
| 2003 | Hot Gill           | Rudolf Haller      | 1.16,5a |             | 2 300 meter |
| 2002 | Celina             | Rudolf Haller      | 1.18,7a |             | 2 300 meter |
| 2001 | Super Mind         | Wolfgang Ruth      | 1.17,1a |             | 2 300 meter |
| 2000 | Run for Whiskey    | Matthias Schambeck | 1.16,6a |             | 2 300 meter |
| 1999 | Lee Roy Crown      | Helmut Biendl      | 1.17,3a |             | 2 300 meter |
| 1998 | Coupe's Best       | Rudolf Haller      | 1.16,8a |             | 2 300 meter |
| 1997 | Speedy Webbster    | Rudolf Haller      | 1.19,5a | 2 800 meter |             |
| 1996 | Kings Spotlite     | Dieter Marz        | 1.19,1a | 2 800 meter |             |
| 1995 | Super Joie         | Walter Kössner     | 1.18,8a | 2 800 meter |             |
| 1994 | Nottingham         | Manfred Strebel    | 1.21,6a | 2 800 meter |             |
| 1993 | Corsaro            | Rudolf Haller      | 1.20,4a | 2 800 meter |             |
| 1992 | Mick Dundee        | Adolf Übleis       | 1.20,6a | 2 800 meter |             |
| 1991 | Boris Freight      | Johann Scherber    | 1.20,5a | 2 800 meter |             |
| 1990 | Alamo Mystere      | Konrad Spaderna    | 1.21,2a | 2 800 meter |             |